# Muscle car
La muscle car (letteralmente in italiano auto muscolosa) è un tipo di automobile ad alte prestazioni, con determinate caratteristiche e di successo, soprattutto negli Stati Uniti, come auto di serie "supercar" (normale prodotto industriale messo a listino dalle varie case automobilistiche), contrariamente alle hot rod, che sono il risultato di un prodotto artigianale, operato da appassionati privati (auto fuoriserie).

## Descrizione

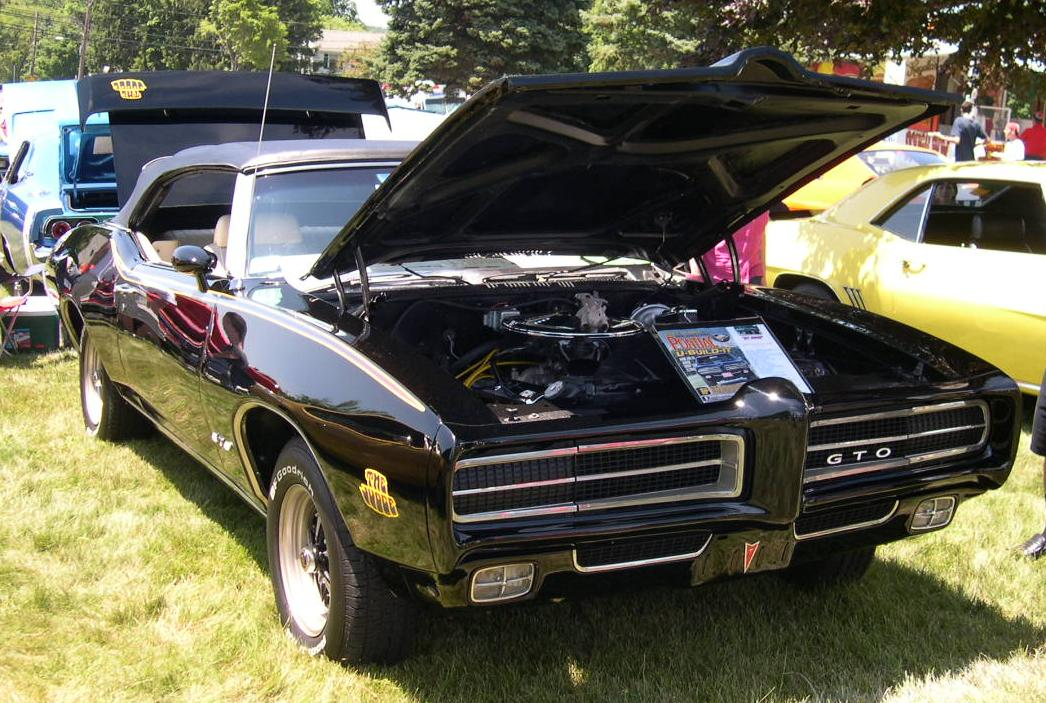
La Pontiac GTO del 1969 è un classico esempio di vettura muscle car.

Una tipica muscle car è caratterizzata da una carrozzeria simil coupé a 2 porte e a 4 posti, da un motore anteriore longitudinale di elevata cilindrata (solitamente un V8 con almeno 2000 cc e fino anche a circa 8000 cc) e dalla trazione posteriore. Quindi, una vettura molto potente e aggressiva, con una forte coppia motrice ai bassi regìmi e talvolta anche molto veloce in rettilineo, ma meno gestibile nelle curve, dove in genere non si riesce a godere a pieno della sua potenza. 

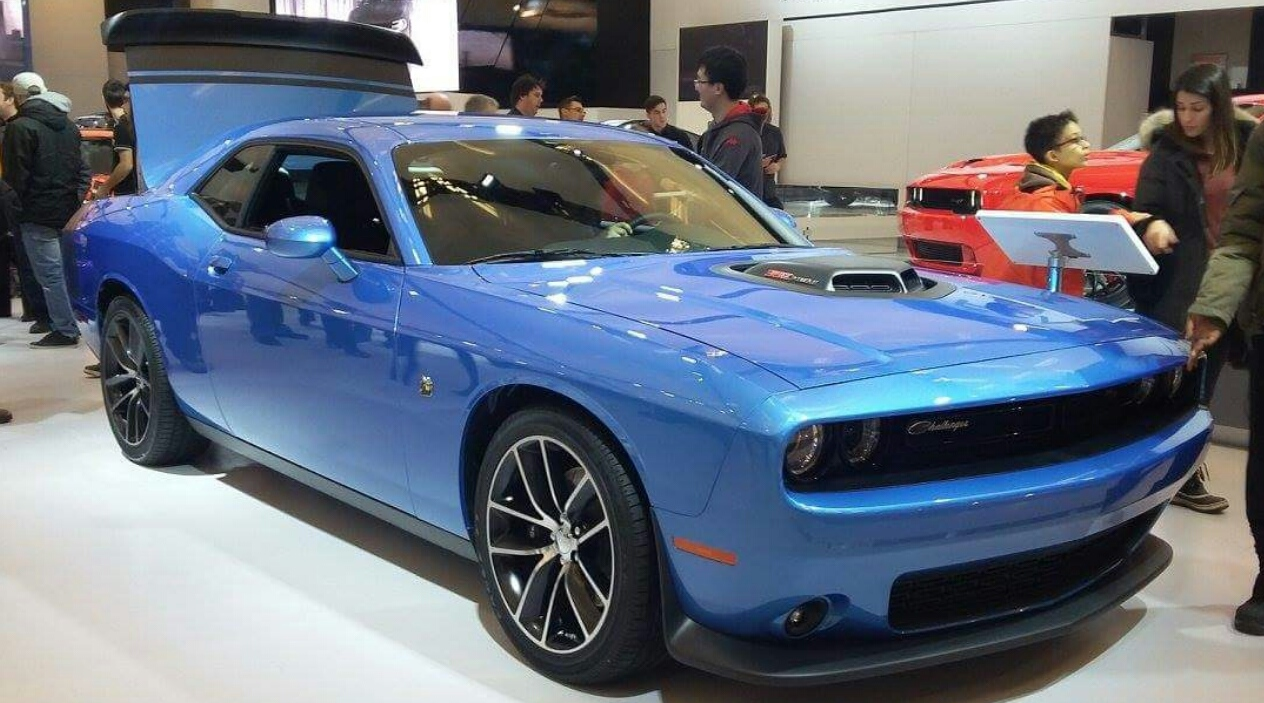
Dodge Challenger del 2016, esempio di una moderna muscle car

Un'altra caratteristica delle muscle car è di presentare un lungo cofano rispetto alla parte posteriore della macchina, ed una linea in genere molto "squadrata e brutale". Le muscle car così definite - peraltro solo recentemente, visto che durante gli anni di produzione erano semplicemente definite supercar - appartengono solitamente ad una classe di veicoli con carrozzeria coupé di media grandezza. 
Ma non essendo tuttavia una categoria ben definita (specialmente con la differenziazione dalle Pony car), a seconda delle varie riviste automobilistiche, possono essere svariati i modelli inseriti postumi tra le muscle car.
Il termine è riferito principalmente ai modelli statunitensi più conosciuti e più raramente ad alcuni modelli australiani, inglesi e italiani, prodotti tra circa il 1964 e il 1978. Tuttavia, ancora oggi vengono prodotte alcune muscle car, dalle stesse case più famose come Dodge, Ford e GM.